# Cusenier

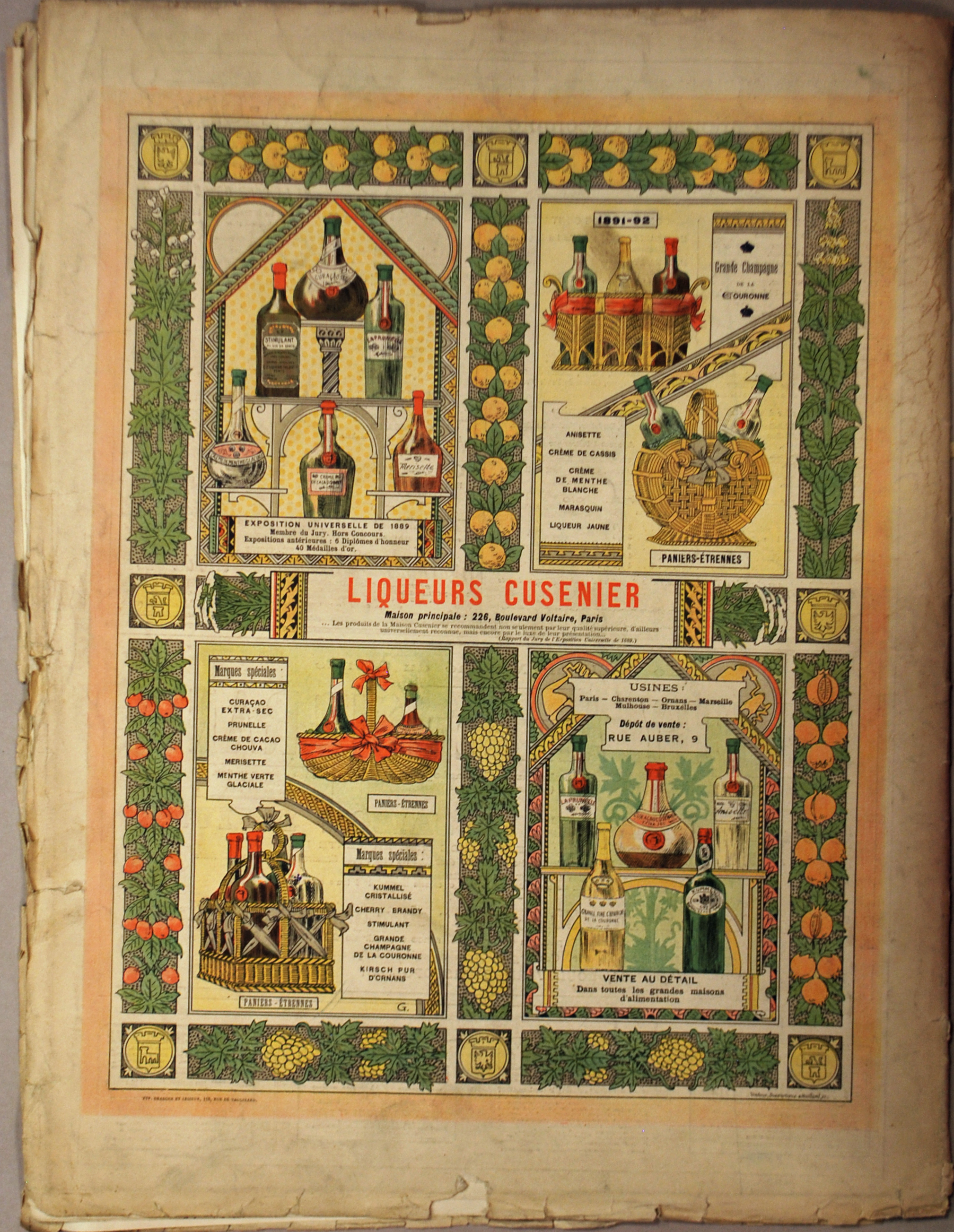
Liqueurs Cusenier, Paris-Noël 1891-1892, p. 17

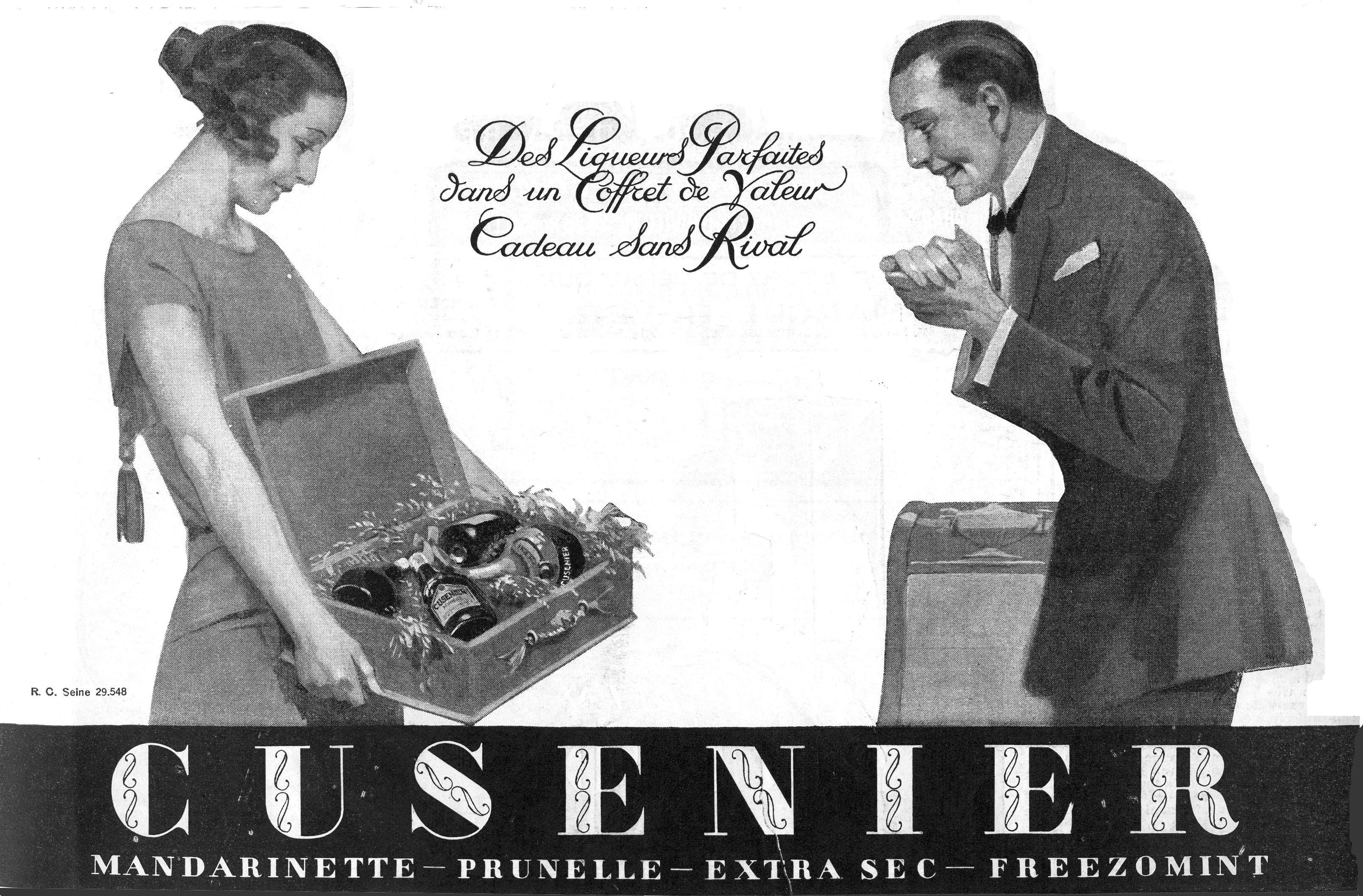
Pubblicità del 1923 (L'Illustration)

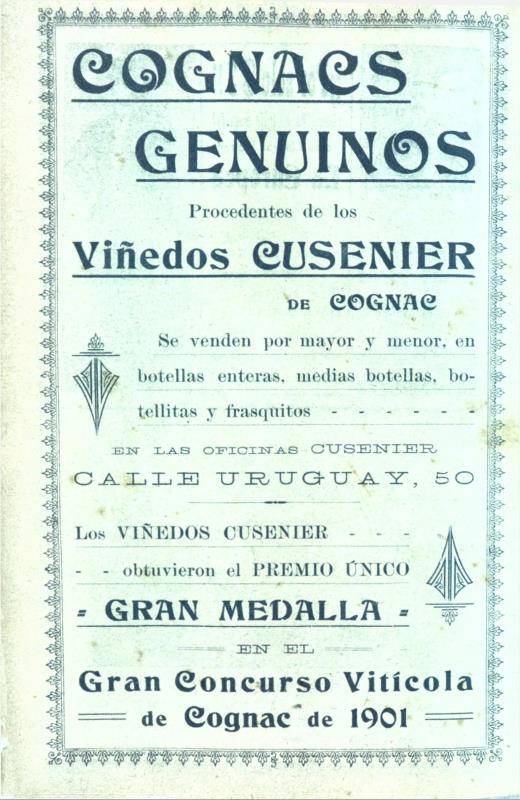
Annuncio pubblicitario, Montevideo, 1908

Cusenier è un marchio francese di liquori, la cui casa è stata fondata a Ornans nel 1858 da Eugène Cusenier sotto il nome di E. Cusenier, Fils aîné et Cie. Oggi fa parte del gruppo Pernod Ricard.

## La famiglia Cusenier
- Eugène Cusenier, nato a Étalans il 15 ottobre 1832, morto a Parigi il 13 aprile 1894. Fondatore della Cusenier, distilleria fondata nel 1858 a Ornans[2].
- Élisée Cusenier, nato a Étalans nel marzo del 1851, morto a Besançon il 17 novembre 1928. Nel 1894 succedette a suo fratello Eugène alla guida della distilleria[2].
- I fratelli Jules e Valentin Cusenier e altri membri della famiglia: Charles Cusenier, Dumont-Cusenier, Girardot-Cusenier, Authier-Cusenier, Georges Cusenier, Narcisse Cusenier et Louis Tièche.

## Cronologia
- 1858: La prima distilleria viene installata a Ornans in Rue du Rahoudard (oggi Rue Eugène-Cusenier)[3].
- 1871: Viene creata la filiale parigina al 226 di Boulevard Voltaire.
- 1874: Viene creata la Société de la Grande Distillerie, specializzata nella produzione del kirsch e dell'assenzio[3].
- 1881: Viene costruito il laboratorio di produzione delle Distillerie Cusenier, seguito, nel 1882, dall'alloggio del proprietario. La costruzione del resto degli edifici continuerà fino al 1885.
- 1890: Viene creata la filiale di Buenos Aires.
- 1928: La società di Ornans conta 25 operai.
- 1937: La società viene delocalizzata a Digione.
- 1977: Acquisizione della società Byrrh da parte del gruppo Pernod Ricard.

## Le filiali
Grazie alla vitalità dei Cusenier, l'azienda diventa famosa in tutto il mondo e, in particolare, nelle sue filiali di Parigi, Charenton-le-Pont, Marsiglia, Cognac, Mulhouse, Bruxelles, Londra, Buenos Aires, Montevideo, Messico, Shanghai, Calcutta, ecc.

## Premi
Élisée Cusenier fu presidente della giuria dei premi internazionali alla Esposizione universale di Parigi del 1900, e venne nominato, dal governo francese, membro della commissione extra-parlamentare per i liquori.
È stato anche sindaco di Étalans per circa 20 anni.

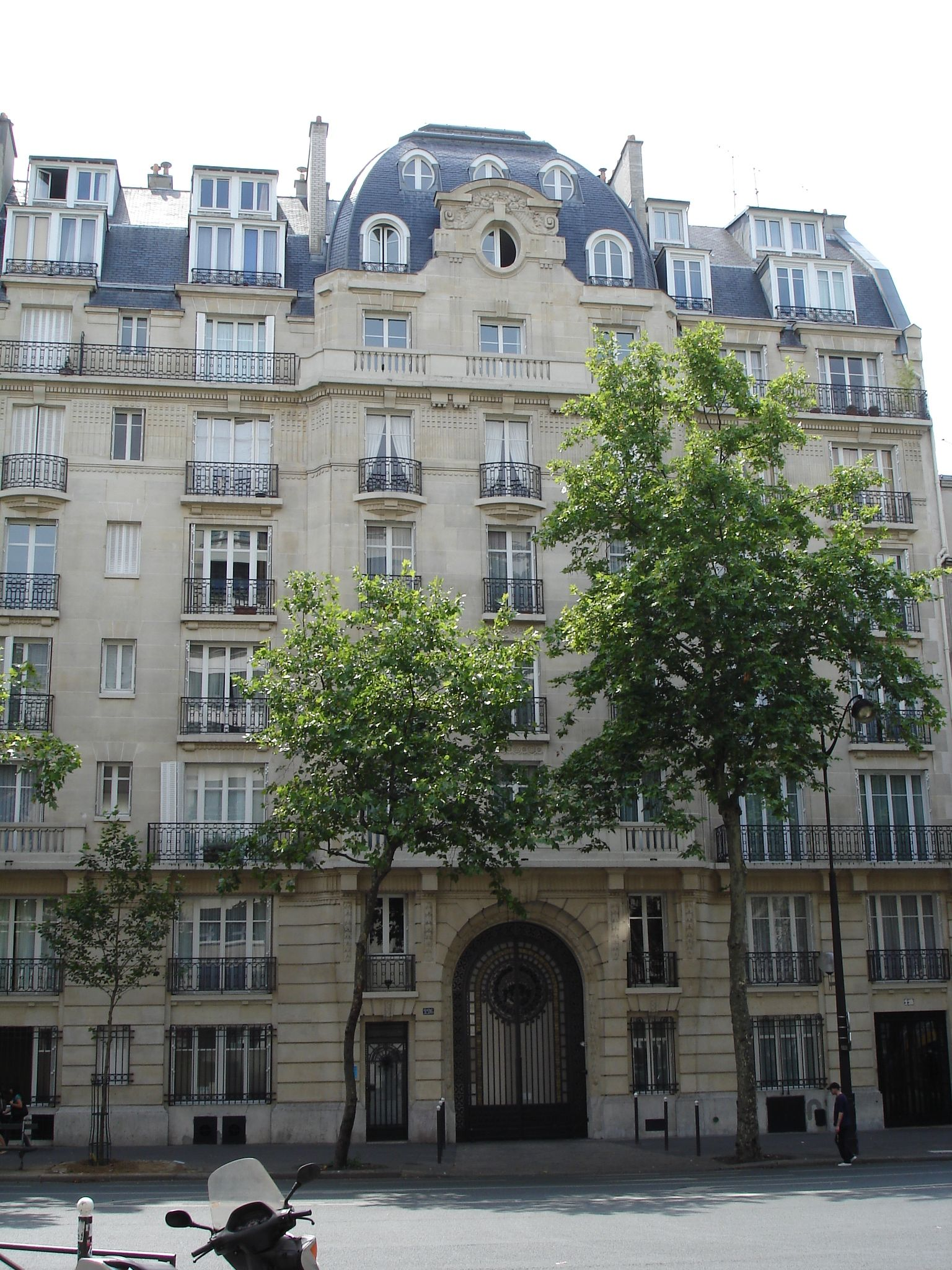
(Edificio posto al 224 di Blvd Voltaire a Parigi (Ex quartier generale della Cusenier).
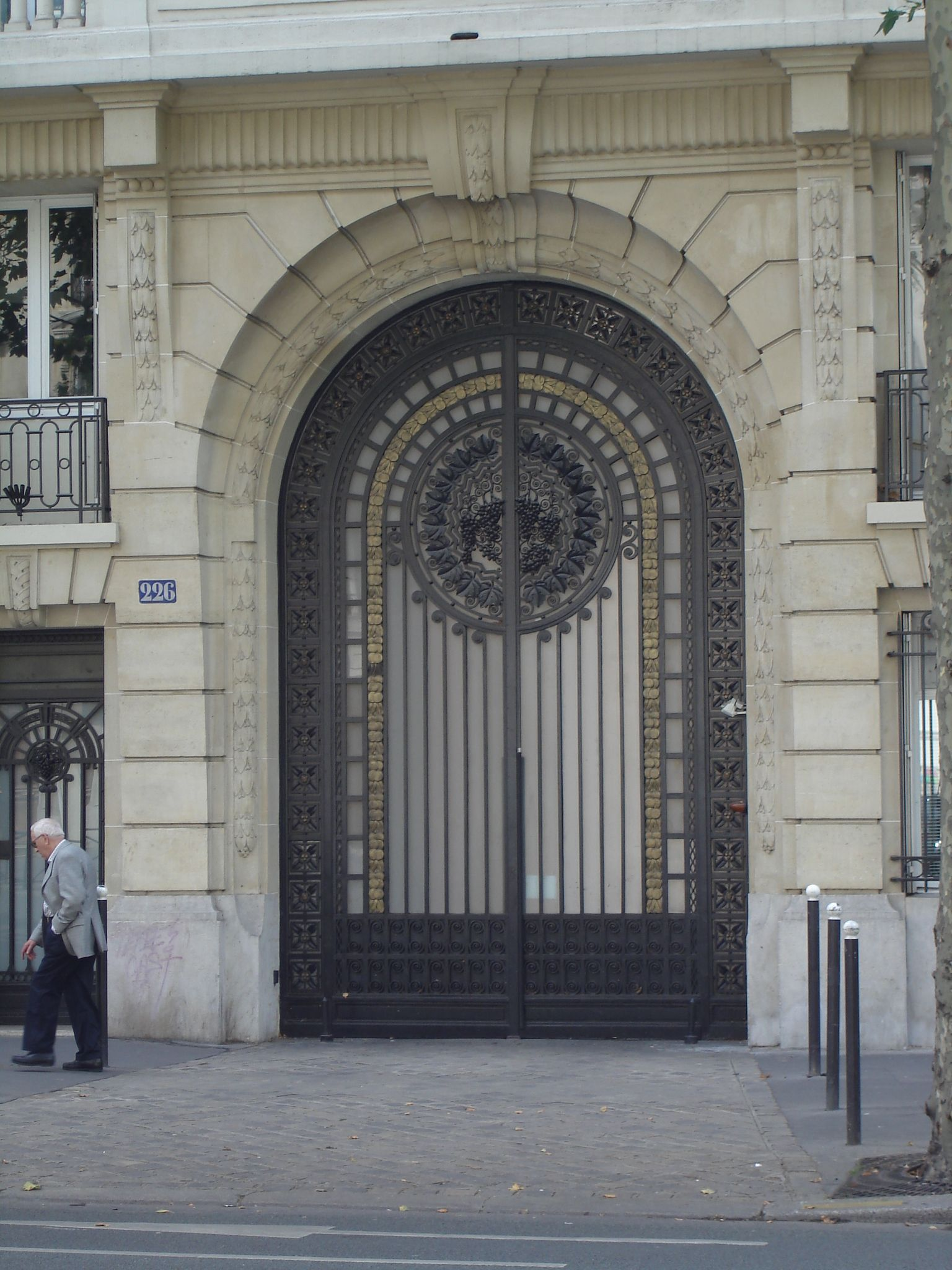
Porta in ferro battuto (Panoramica).
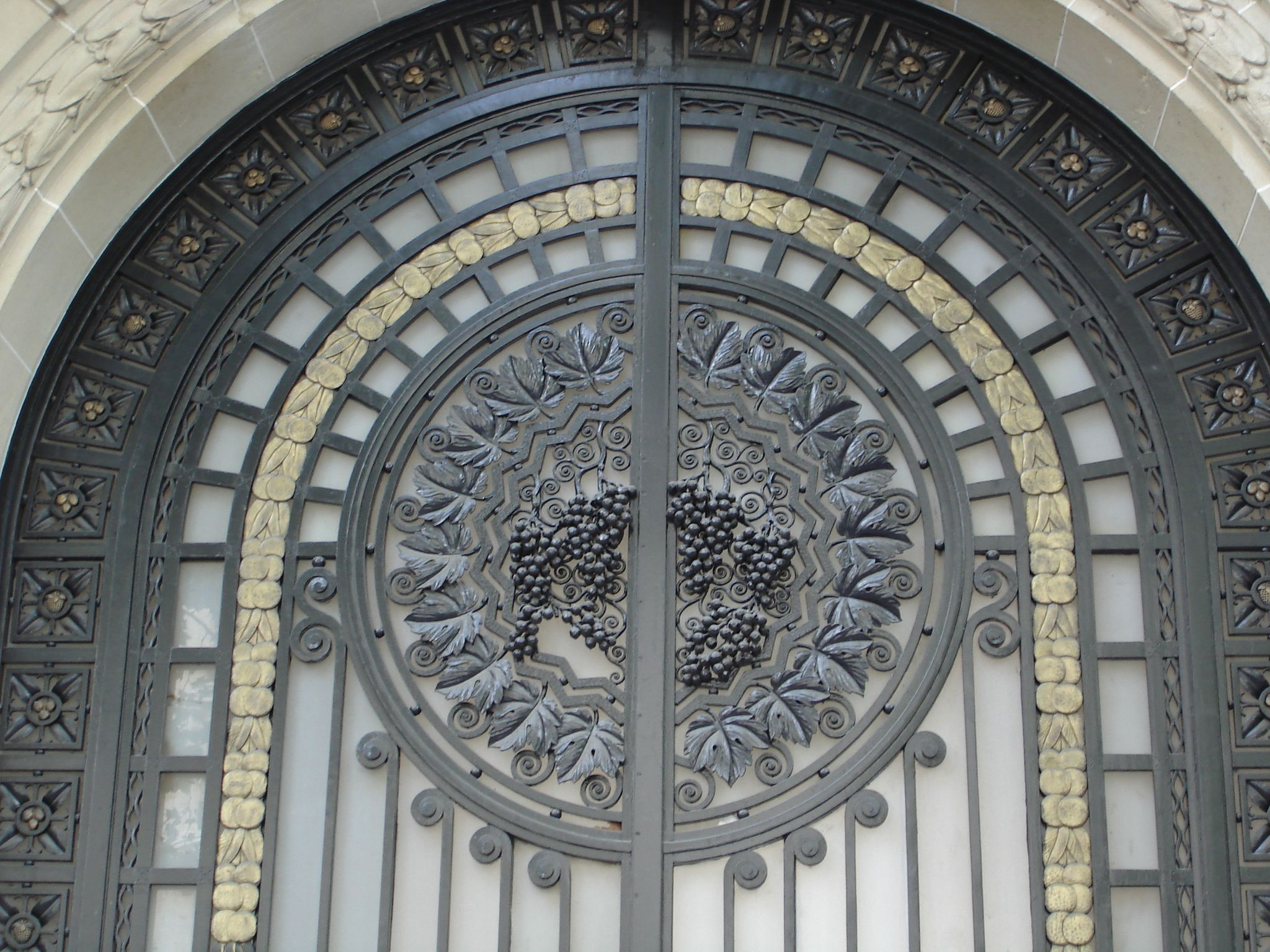
Porta in ferro battuto (Dettaglio).